# Алма (Мисури)
Алма (енгл. Alma) град је у америчкој савезној држави Мисури.

## Демографија
По попису из 2010. године број становника је 402, што је 3 (0,8%) становника више него 2000. године.
| Група             | 2000.       | 2010.       |
| Белци             | 397 (99,5%) | 390 (97,0%) |
| Афроамериканци    | 0 (0,0%)    | 2 (0,5%)    |
| Азијати           | 0 (0,0%)    | 1 (0,2%)    |
| Хиспаноамериканци | 0 (0,0%)    | 2 (0,5%)    |
| Укупно            | 399         | 402         |